# エルンスト・フリードリヒ3世 (ザクセン＝ヒルトブルクハウゼン公)

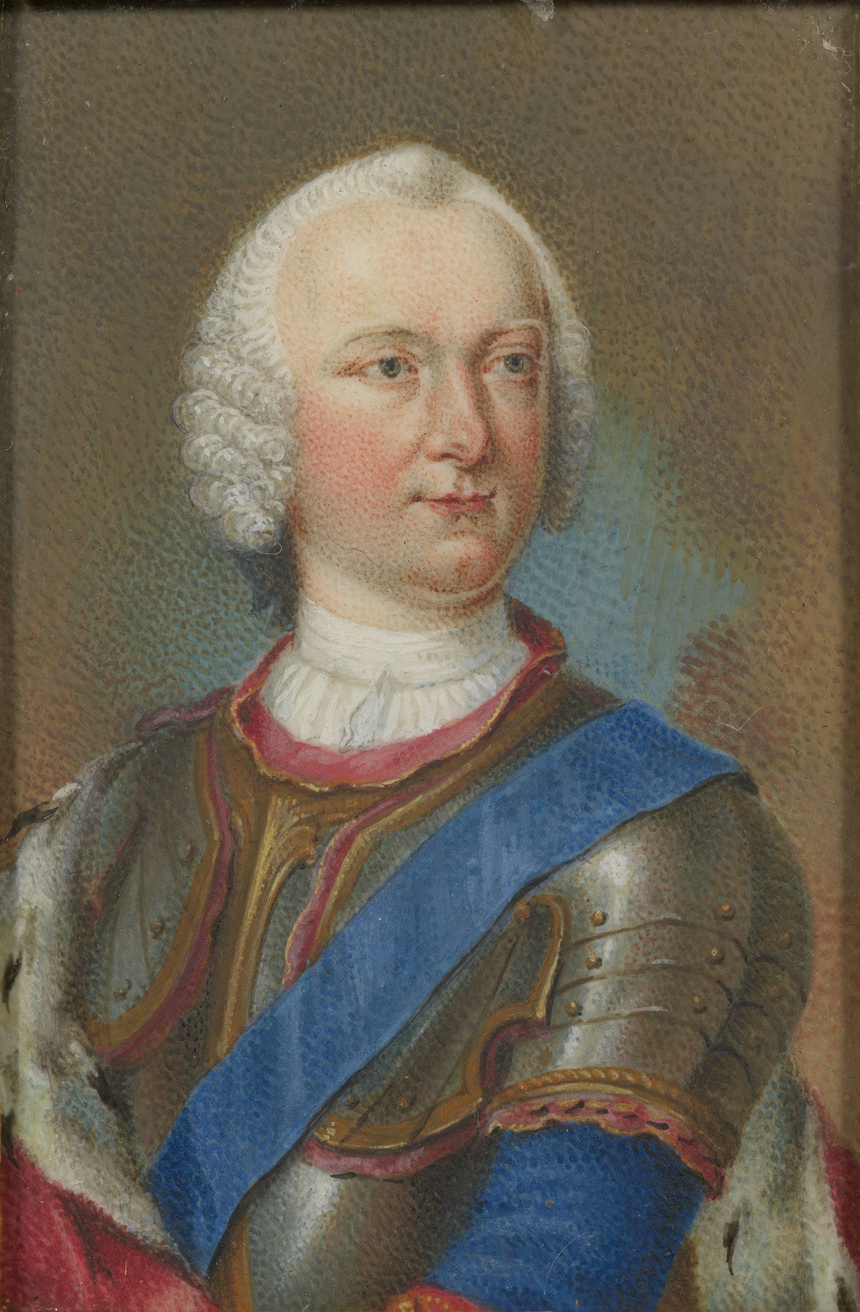
エルンスト・フリードリヒ3世

エルンスト・フリードリヒ3世（ドイツ語：Ernst Friedrich III., 1727年6月10日 - 1780年9月23日）は、ザクセン＝ヒルトブルクハウゼン公（在位：1745年 - 1780年）。

## 生涯
エルンスト・フリードリヒ3世は、ザクセン＝ヒルトブルクハウゼン公エルンスト・フリードリヒ2世とカロリーネ・フォン・エアバッハ＝フュルステナウの長男である。1745年に父が死去した後に公位を継承したが、1748年まで母が後見人をつとめた。弟オイゲンと共にグランドツアーに出かけた。17歳のときにバイエルン選帝侯カール・テオドールから聖フベルトゥス勲章を授与され、1746年にはアウグスト3世よりポーランドの白鷲勲章を授与された。
彼は知性と才能があり、芸術と科学に熱心であったが、何よりも同時代で最も美しい公子の一人であった。エルンスト・フリードリヒは市に図書館を寄付し、1748年にはヘリンゲンの領地と宮殿を取得し叔父のルートヴィヒ・フリードリヒ・フォン・ザクセン＝ヒルトブルクハウゼンにアパナージュとして与えた。1750年、古い「バルハウス（ジュ・ド・ポーム競技場）」を宮廷劇場に改造し、そこで無料で上演を行った。しかし、原語で上演されたオペラは、居住者の関心を引くことはほとんどなかった。宮廷で独り劇場にいたエルンスト・フリードリヒは、機嫌を損ねて周囲の畑に行き、そこで働く農民を公演に連れて行ったという。また、ヨハン・ヴァレンティン・ティシュバインは1765年から1768年ごろまで宮廷画家をつとめていた。
1755年、侍従長でブランデンブルクの建築責任者をつとめていたアルブレヒト・フリードリヒ・フォン・ケスラウは、孤児教会（今日のノイシュタット教会）の建設を開始した。同年、エルンスト・フリードリヒはザクセン＝マイニンゲン公領との間のシャルカウの半分を巡る裁判の早期解決を図ったが、問題は最終的に1789年まで決着しなかった。
ブラッテンドルフ近くで銀が発見された後、エルンスト・フリードリヒ3世は1757年に貨幣鋳造を行ったが、訴訟に巻き込まれた。貨幣の品質が非常に悪く流通時に黒くなり、再度溶かす必要があった。エルンスト・フリードリヒは造幣局を弟のオイゲンに任せ、1760年以降は錬金術に専念した。エルンスト・フリードリヒは城の地下室で「金のチンキ」と「賢者の石」を発見するために、多額の費用をかけてさまざまな実験を行った。
1769年、肥大化した宮廷の浪費と軍費による公国の財政状況の悪化が明らかとなった。皇帝ヨーゼフ2世は、ザクセン＝マイニンゲン公妃シャルロット・アマーリエ、弟オイゲン・フォン・ザクセン＝ヒルトブルクハウゼン、および大叔父であるヨーゼフ・フリードリヒ・フォン・ザクセン＝ヒルトブルクハウゼンの指揮の下、債権者の請求を調査し、収入と支出を規制するための債務委員会を設置した。公国の財政状況は、この委員会が開かれた35年後でさえ完全に整理することができなかったほど悪化していた。
1779年8月19日にヒルトブルクハウゼンにおいて大火が発生し、エルンスト・フリードリヒは最終的にザイディンクシュタットの狩猟用別邸に引きこもり、1780年9月23日に死去した。

## 結婚と子女
エルンスト・フリードリヒ3世は3度結婚した。1749年10月1日にヘルスホルム城においてデンマーク王クリスチャン6世の娘ルイーセと結婚した。ルイーセは長い間患った後、1756年に死去した。2人の間には1女が生まれたが夭折した。
- フリーデリケ・ゾフィー・ユリアネ・カロリーネ（1755年 - 1756年）

この結婚の際、エルンスト・フリードリヒはエレファント勲章と理想的結婚章を受章した。 アーネスト・フリードリヒ3世も妻ルイーセに敬意を表して幸せな結婚勲章（l'ordre de l'heureuse Alliance）を創設したが、ルイーセの死後に消滅した。
1757年1月20日にコペンハーゲンのクリスチャンスボー城において、ブランデンブルク＝バイロイト辺境伯フリードリヒ・クリスティアンの娘クリスティアーネ・ゾフィー・シャルロッテと結婚したが、クリスティアーネ・ゾフィー・シャルロッテは同年に出産の際に死去した。このとき生まれた1女も夭折した。
- フリーデリケ・ゾフィー・マリー・カロリーネ（1757年）

1758年7月1日にバイロイトにおいてザクセン＝ヴァイマル＝アイゼナハ公エルンスト・アウグスト1世の娘エルネスティーネ・アウグステ・ゾフィーと3度目の結婚をした。2人の間には以下の子女が生まれた。
- エルネスティーネ・フリーデリケ・ゾフィー（1760年 - 1776年） - 1776年にザクセン＝コーブルク＝ザールフェルト公フランツと結婚
- クリスティアーネ・ゾフィー・カロリーネ（1761年 - 1790年） - 1778年に叔父にあたるオイゲン・フォン・ザクセン＝ヒルトブルクハウゼンと結婚
- フリードリヒ（1763年 - 1834年） - ザクセン＝ヒルトブルクハウゼン公、のちザクセン＝アルテンブルク公

また、ゲオルク・カール・フォン・カルロヴィッツの娘で女官のザビーネ・ドロテア・イザベラ・フォン・カルロヴィッツとの間に3人の庶子がいる。
- カロリーネ・フォン・ヘルブルク（1759年 - 1830年） - フリードリヒ・ルートヴィヒ・カール・フォン・ボックスベルク（1755年 - 1831年）と結婚
- ルイーゼ・フォン・ヘルブルク（1797年没） - カール・フォン・イムホフ（1843年没）と結婚
- フリーデリケ・フォン・ヘルブルク（1839年没） - ルートヴィヒ・フリードリヒ・カール・マルシャル（1801年没）と結婚